# Ariamne Ier
Ariamne ou Ariamnès Ier (grec ancien : Ἀριάμνης, Ariámnēs) est un satrape perse de Cappadoce vers 360-334 av. J.-C.

## Règne
Second fils de Datame, Ariamnès lui succède ; il est le  père d'Ariarathès Ier et d'Orophernès ou Holopherne. Il meurt après un règne de « cinquante ans », sans avoir rien fait de digne de mémoire.